# والتون ويليام هاميلتون
والتون ويليام هاميلتون (بالإنجليزية: Walton Hale Hamilton)‏ هو اقتصادي أمريكي، ولد في 1881، وتوفي في 1958.